# Santo Antão e São Julião do Tojal
Santo Antão e São Julião do Tojal (llamada oficialmente União das Freguesias de Santo Antão e São Julião do Tojal) es una freguesia portuguesa del municipio de Loures, distrito de Lisboa.

## Historia
Fue creada el 28 de enero de 2013 en aplicación de una resolución de la Asamblea de la República de Portugal promulgada el 16 de enero de 2013 con la unión de las freguesias de Santo Antão do Tojal y São Julião do Tojal, pasando su sede a estar situada en la antigua freguesia de Santo Antão do Tojal.

## Demografía
| Gráfica de evolución demográfica de Santo Antão e São Julião do Tojal entre 2011 y 2021 |
|                                                                                         |
| Datos según el nomenclátor publicado por el INE portugués.                              |